# 고독 (영화)
《고독》(프랑스어: Le Samouraï)는 1967년 개봉된 프랑스의 네오 드와르, 범죄 영화이다. 장피에르 멜빌이 감독과 각본을 맡았으며, 멜빌의 첫 번째 컬러 필름 작품이다.

## 줄거리
제프 코스텔로(알랭 들롱)는 한 번도 임무를 실패한 적이 없는 살인청부업자이다. 마테이라는 이름의 카바레에 들어간 그는 지배인인 마테이를 죽인 후 나오다 우연히 카바레의 피아니스트와 마주친다. 급하게 도망을 간 코스텔로는 결국 경찰에게 강도 높은 심문을 받는다. 자신과 마주친 피아니스트가 그를 범인으로 지목하지 않으면서 코스텔로는 경찰서를 나올 수 있었고, 서장(프랑수아 페리에)는 코스텔로를 계속 감시한다. 경찰의 미행을 따돌린 코스텔로는 의뢰인의 부하를 만나다 총격을 맞고 부상을 입는다.
집에서 치료를 한 코스텔로는 다시 마테이에서 피아니스트를 만나 의뢰인의 정체를 파악하고자 한다. 한편 서장은 코스텔로의 애인인 제인(나탈리 들롱)을 찾아가 코스텔로의 알리바이를 뒤바꾸려 시도한다. 의뢰인의 부하는 다시 살인청부를 위해 코스텔로의 집을 찾아가고, 코스텔로는 그를 결박해 의뢰인의 정체를 알아챈다. 의뢰인의 집에 찾아가 의뢰인을 살해한 코스텔로는 다시 마테이에 가 피아니스트를 향해 총을 겨눈다. 그러나 잠복해 있던 경찰들이 코스텔로를 공격해 코스텔로는 생을 마감한다. 사건이 종료된 후 피아니스트를 겨눈 총 안에 총알이 없었다는 사실이 밝혀진다.

## 출연

### 주연
- 알랭 들롱

### 조연
- 프랑수아 페리어
- 나탈리 들롱
- 카티 로지어

## 기타
- 원작자: 조안 맥레오드
- 프로듀서: 조지스 카사티
- 조감독: 조지스 펠레그린
- 미술: 프랑수아 드 라모스